# Cyanaeorchis
Cyanaeorchis es un género con dos especies de orquídeas de hábitos terrestres. Es originaria de Brasil, Argentina y Paraguay.

## Descripción
Cyanaeorchis se caracteriza por tener raíces fasciculadas, redondas, algo carnosas, las hojas muy pequeñas, gruesas, estrechas, cortas y acanaladas, y que también se distribuyen a lo largo de la parte baja del tallo floral. La inflorescencia es terminal, racemosa, teniendo pocas flores.
Las flores varían de tres a cuatro centímetros de diámetro, tienen pétalos igual al sépalo dorsal, pero más pequeños, gruesos labios trilobulados, papilloso, con dos callos longitudinales, pegado a los pies de la columna, los lóbulos laterales erectos libremente en torno a la columna, esta es alargada, sin alas, prolongada con pie breve, la antera es terminal, y tiene cuatro polinias.
Como señaló Hoehne, la segunda especie descrita para este género, Cyanaeorchis minor Schltr., Es probable que sólo sea un sinónimo de la primera, porque en la descripción sólo se destacan las diferencias en tamaño. Posiblemente sea la misma especie vegetal que se ha desarrollado en las tierras menos adecuadas. 

## Distribución
El género tiene sólo una o dos especies terrestres, nativas de las áreas encharcadas del sureste y el sur de Brasil. Son morfológicamente son similares, con una combinación de algunas de las características de las Galeandra terrestres, con Chloraea y Eulophia.

## Evolución, filogenia y taxonomía
Se propuso por João Barbosa Rodrigues, publicado en Genera et Species Orchidearum Novarum 1: 112, en 1877. Originalmente descrito como Eulophia arundinae Rchb.f., en 1849. 

## Etimología
El nombre del género viene del griego, cyaneus, azul y Orchis, dejando una vaga razón por la cual se atribuyó el nombre a estas plantas. 

## Especies deCyanaeorchis
- Cyanaeorchis arundinae  (Rchb.f.) Barb.Rodr. (1877) -especie tipo -
- Cyanaeorchis minor  Schltr. (1920)